# Fredrik Schütz
Hugo Fredrik Schütz, född den 21 maj 1900 i Stockholm, död den 7 november 1985 i Stockholm, var en svensk civilingenjör, teknologie hedersdoktor och gatudirektör.
Efter studentexamen blev Fredrik Schütz civilingenjör från KTH:s avdelning för väg- och vattenbyggnad 1924. Han arbetade som ingenjör vid väg- och järnvägsbyggnader 1925–1929, var anställd vid Statens väginstitut 1929–1931 och blev arbetschef vid Stockholms stads gatukontor 1932. Schütz blev planeringschef där 1951 och utnämndes till överingenjör och gatudirektör 1953, där bland annat utbyggnaden av Stockholms tunnelbana och byggandet av Essingeleden var omfattande uppgifter. Schütz var chef för Stockholms stads högertrafikutredning 1964–1967.
Schütz var vice ordförande i arbetsutskottet inom Statens kommitté för byggnadsforskning 1947–1953 och ordförande i Svenska kommunaltekniska föreningen 1955–1959. 
Schütz var författare till skrifter inom byggnads- och vägteknik samt teknikhistoria.
Han utsågs till ledamot av Kungliga Ingenjörsvetenskapsakademien 1947 och blev teknisk hedersdoktor vid KTH 1971. 
Schütz tilldelades Clarence von Rosen-medaljen i vägbeläggningsteknik 1952 och Svenska kommunaltekniska föreningens stadsbyggnadsmedalj 1959 samt Olle Engkvist-medaljen 1980. 